# 앤드루 위긴스
앤드루 크리스천 위긴스(영어: Andrew Christian Wiggins, 1995년 2월 23일~)는 캐나다의 농구 선수이자 NBA 마이애미 히트의 스윙맨이다. 앤드루 위긴스는 고국 캐나다에서 고등학교 생활을 보내고, 미국 NCAA 디비전 I에 속한 캔자스 대학교로 넘어가 미국에서의 선수 생활을 시작했다. 위긴스는 2015 NBA 신인 드래프트에서 전체 1순위로 클리블랜드 캐벌리어스에게 지명된 후, 미네소타 팀버울브스로 트레이드되어 미네소타에서 프로 데뷔를 하였다. 2019년, 위긴스는 골든스테이트 워리어스로 트레이드 된 후 드레이먼드 그린과 골든스테이트 수비의 핵심으로 자리잡게 되었다. 2022년에는 팀에서 중추적인 활약을 하며 팀의 통산 7번째 우승이자 본인 커리어 첫 NBA 파이널 우승을 달성하였다.

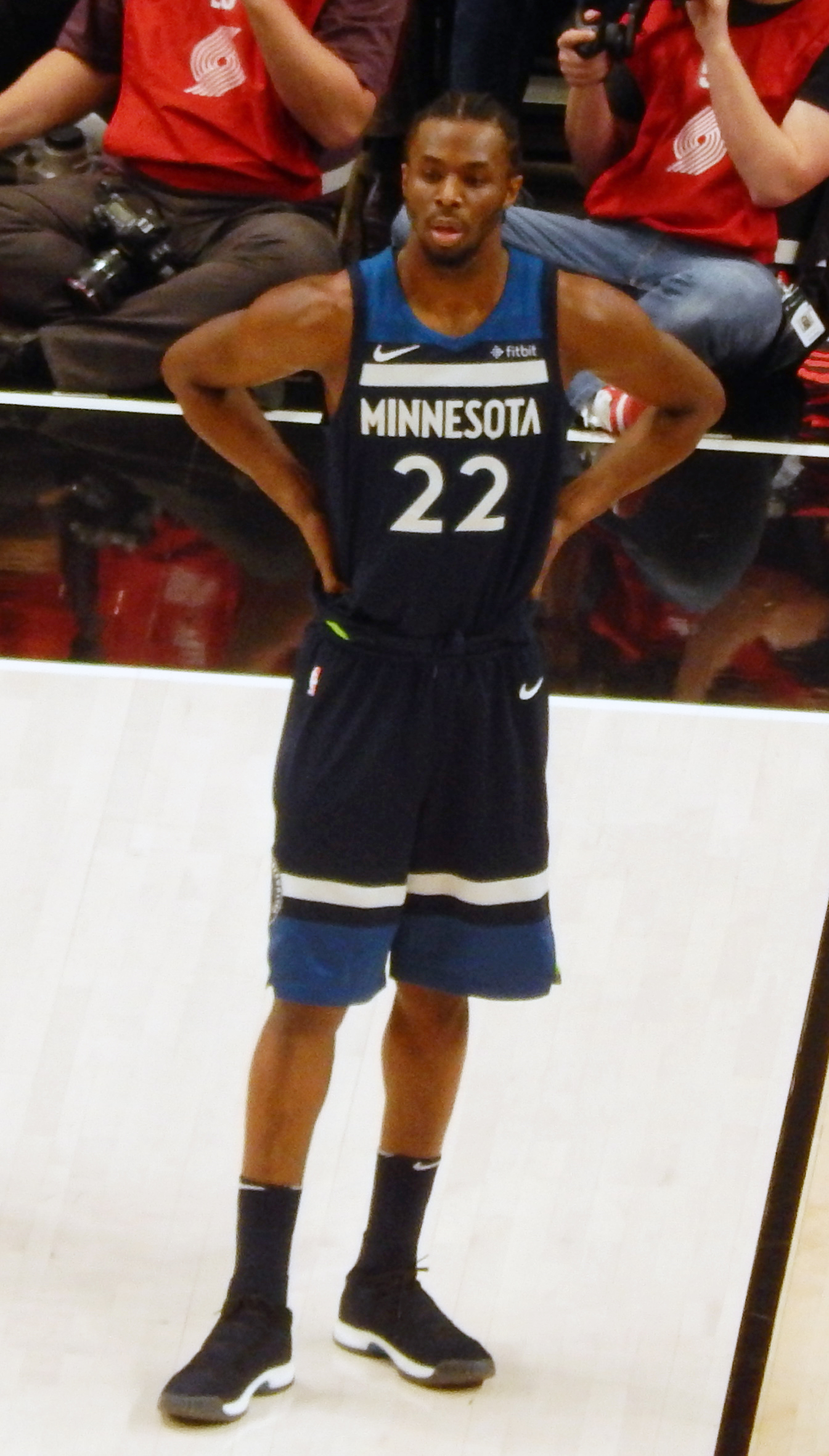
미네소타 팀버울브스 시절의 앤드루 위긴스

## NBA 경력

### 미네소타 팀버울브스
앤드루 위긴스는 2015 NBA 신인 드래프트에서 전체 1순위로 클리블랜드 캐벌리어스에게 지명되었으나, 르브론 제임스의 클리블랜드 복귀와 맞물리면서 케빈 러브와 트레이드되어 미네소타 팀버울브스로 자리를 옮겼다. 위긴스는 데뷔 시즌에 올해의 신인왕을 차지하며 인상적인 시즌을 보냈으며, 칼앤서니 타운스와 함께 미네소타 팀버울브스의 차세대 스타로 자리매김했다.

### 골든스테이트 워리어스
2019년, 앤드루 위긴스는 디안젤로 러셀과 트레이드되어 골든스테이트 워리어스로 자리를 옮겼으며 케빈 듀랜트 이적 이후 골든스테이트 프론트코트의 주요 인물로 자리잡았다. 위긴스는 드레이먼드 그린과 함께 골든스테이트 워리어스 수비의 구심점 역할을 맡았다. 2022년에는 스테픈 커리, 클레이 톰프슨, 드레이먼드 그린, 조던 풀로 이루어진 '뉴 데스 라인'과 함께 팀의 3년만의 파이널 진출을 이끌었다. 보스턴 셀틱스와의 2022 NBA 파이널 5차전에서 경기 중 9개의 3점슛을 하나도 성공시키지 못한 스테픈 커리를 대신해 26득점 13리바운드 더블더블을 기록하며 팀의 시리즈 리드를 가져왔다. 위긴스는 이어진 6차전에서도 연이은 활약을 선보이며 본인의 첫 커리어 우승을 달성하는데 성공했다.

## 경력 통계
| † | NBA 파이널 우승 시즌 |

### NBA

#### 정규 시즌
| 시즌     | 팀           | 경기 | 선발 | 출장시간 | 야투% | 3점슛% | 자유투% | 리바운드 | 어시스트 | 스틸 | 블록 | 득점 |
| -------- | ------------ | ---- | ---- | -------- | ----- | ------ | ------- | -------- | -------- | ---- | ---- | ---- |
| 2014-15  | 미네소타     | 82   | 82   | 36.2     | .437  | .310   | .760    | 4.6      | 2.1      | 1.0  | .6   | 16.9 |
| 2015-16  | 미네소타     | 81   | 81   | 35.1     | .459  | .300   | .761    | 3.6      | 2.0      | 1.0  | .6   | 20.7 |
| 2016-17  | 미네소타     | 82   | 82   | 37.2     | .452  | .356   | .760    | 4.0      | 2.3      | 1.0  | .4   | 23.6 |
| 2017-18  | 미네소타     | 82   | 82   | 36.3     | .438  | .331   | .643    | 4.4      | 2.0      | 1.1  | .6   | 17.7 |
| 2018-19  | 미네소타     | 73   | 73   | 34.8     | .412  | .339   | .699    | 4.8      | 2.5      | 1.0  | .7   | 18.1 |
| 2019-20  | 미네소타     | 42   | 42   | 34.6     | .444  | .331   | .720    | 5.2      | 3.7      | .7   | .9   | 22.4 |
| 2019-20  | 골든스테이트 | 12   | 12   | 33.6     | .457  | .339   | .672    | 4.6      | 3.6      | 1.3  | 1.4  | 19.4 |
| 2020-21  | 골든스테이트 | 71   | 71   | 33.3     | .477  | .380   | .714    | 4.9      | 2.4      | .9   | 1.0  | 18.6 |
| 2021-22† | 골든스테이트 | 73   | 73   | 31.9     | .466  | .393   | .634    | 4.5      | 2.2      | 1.0  | .7   | 17.2 |
| 경력     | 경력         | 598  | 598  | 35.0     | .448  | .350   | .723    | 4.4      | 2.3      | 1.0  | .7   | 19.3 |
| 올스타   | 올스타       | 1    | 1    | 15.0     | .571  | .500   | –       | .0       | 1.0      | .0   | .0   | 10.0 |

#### 플레이오프
| 시즌  | 팀           | 경기 | 선발 | 출장시간 | 야투% | 3점슛% | 자유투% | 리바운드 | 어시스트 | 스틸 | 블록 | 득점 |
| ----- | ------------ | ---- | ---- | -------- | ----- | ------ | ------- | -------- | -------- | ---- | ---- | ---- |
| 2018  | 미네소타     | 5    | 5    | 32.8     | .441  | .333   | .600    | 5.2      | 2.0      | .4   | .4   | 15.8 |
| 2022† | 골든스테이트 | 22   | 22   | 34.9     | .469  | .333   | .646    | 7.5      | 1.8      | 1.0  | 1.0  | 16.5 |
| 경력  | 경력         | 27   | 27   | 34.5     | .464  | .333   | .635    | 7.1      | 1.9      | .9   | .9   | 16.4 |

### 대학교
| 시즌    | 팀     | 경기 | 선발 | 출장시간 | 야투% | 3점슛% | 자유투% | 리바운드 | 어시스트 | 스틸 | 블록 | 득점 |
| ------- | ------ | ---- | ---- | -------- | ----- | ------ | ------- | -------- | -------- | ---- | ---- | ---- |
| 2013–14 | 캔자스 | 35   | 35   | 32.8     | .448  | .341   | .775    | 5.9      | 1.5      | 1.2  | 1.0  | 17.1 |

## 수상 내역
- NBA 챔피언 (2022)
- NBA 올스타 (2022)
- NBA 올해의 신인상 (2015)
- NBA 올-루키 퍼스트 팀 (2015)
- 2010년 FIBA U-17 농구 월드컵 동메달
- 2012년 FIBA 아메리카 U-18 선수권 대회 동메달
- 2015년 FIBA 아메리컵 동메달